# 唐志中
唐志中（Jason，1978年11月17日—），台灣男藝人，父親為藝人唐威母親為藝人韓湘琴，姐姐唐可珊前民視新聞主播。

## 演藝經歷
唐志中14歲赴美國念中學，就讀於美國西岸的寄宿學校，曾入選籃球校隊。放暑假回台灣時，得知Channel V正在徵求VJ，便報名參加試鏡。Channel V覺得唐志中具有美國西岸青少年的談吐舉止，便錄用他當《燙手區》節目的主持人。2015年，带领女儿“小蜜蜜”、“小香香”，参加由浙江卫视推出的大型明星亲子真人秀节目《爸爸回来了》 第2季。

## 個人生活
唐志中熱愛Hip Hop音樂，在節目中專為觀眾推介最新西洋歌曲。2009年起，唐志中經營一家經紀公司。2011年1月17日，唐志中與女友張庭緁（小咪）在台中市舉行訂婚喜宴。2011年3月4日，唐志中與張庭緁(小咪）在台北市舉行結婚喜宴。

## 爭議事件
- 2006年金曲獎主持幕後花絮，介紹藝人蕭瀟之項鍊，疑似藉機伸鹹豬手，影片並在網路流傳。但事後雙方證實是誤會一場

- 2013年10月26日在天母運動公園，先請爸爸唐威下車佔車位，再開車強行切入，惹火原本在後面排隊等車位的駕駛人，雙方吵架驚動警察。

- 2013年12月18日在知名美式甜甜圈品牌「Krispy Kreme」，唐志中不顧後面大排長龍的隊伍，企圖強行進入店家，經店員勸阻後，唐志中改要求站在隊伍最前面的高中生一起排隊，成功買到甜甜圈，據稱當天人潮眾多，排隊至少需要四小時。

## 綜藝節目
| 年份   | 頻道     | 節目           | 備註                                         |
| ------ | -------- | -------------- | -------------------------------------------- |
| 2015年 | 浙江衛視 | 《爸爸回来了》 | 第二季 嘉賓 (與女兒 唐亦嘉/蜜蜜 唐海云/香香) |

## 外部連結
- Jason 唐志中的Facebook專頁
- Jason唐志中的Instagram （页面存档备份，存于）
- 唐志中jason的新浪微博
- 唐志中在香港影庫上的簡介
- 唐志中在豆瓣上的资料（简体中文）
- 唐志中在时光网上的簡介（简体中文）